# Yakutiye
Yakutiye ist der bevölkerungsreichste Stadtbezirk von Erzurum und gleichzeitig ein Landkreis der Provinz Erzurum im Osten der Türkei. Der Landkreis wurde im März 2008 gegründet und gehört neben Aziziye und Palandöken zu jenen drei Landkreisen, die das Stadtgebiet von Erzurum umfassen. Die Gesamtbevölkerung betrug im Jahr 2012 184.674, von denen 183.168 innerhalb der Stadt und 1506 in den zehn Dörfern (Köy) lebten. Nach einer Verwaltungsreform 2013/2014 wurden alle Dörfer aufgelöst und in Mahalles umgewandelt.
Laut Stadtlogo erhielt Yakutiye 1994 den Status einer Gemeinde.

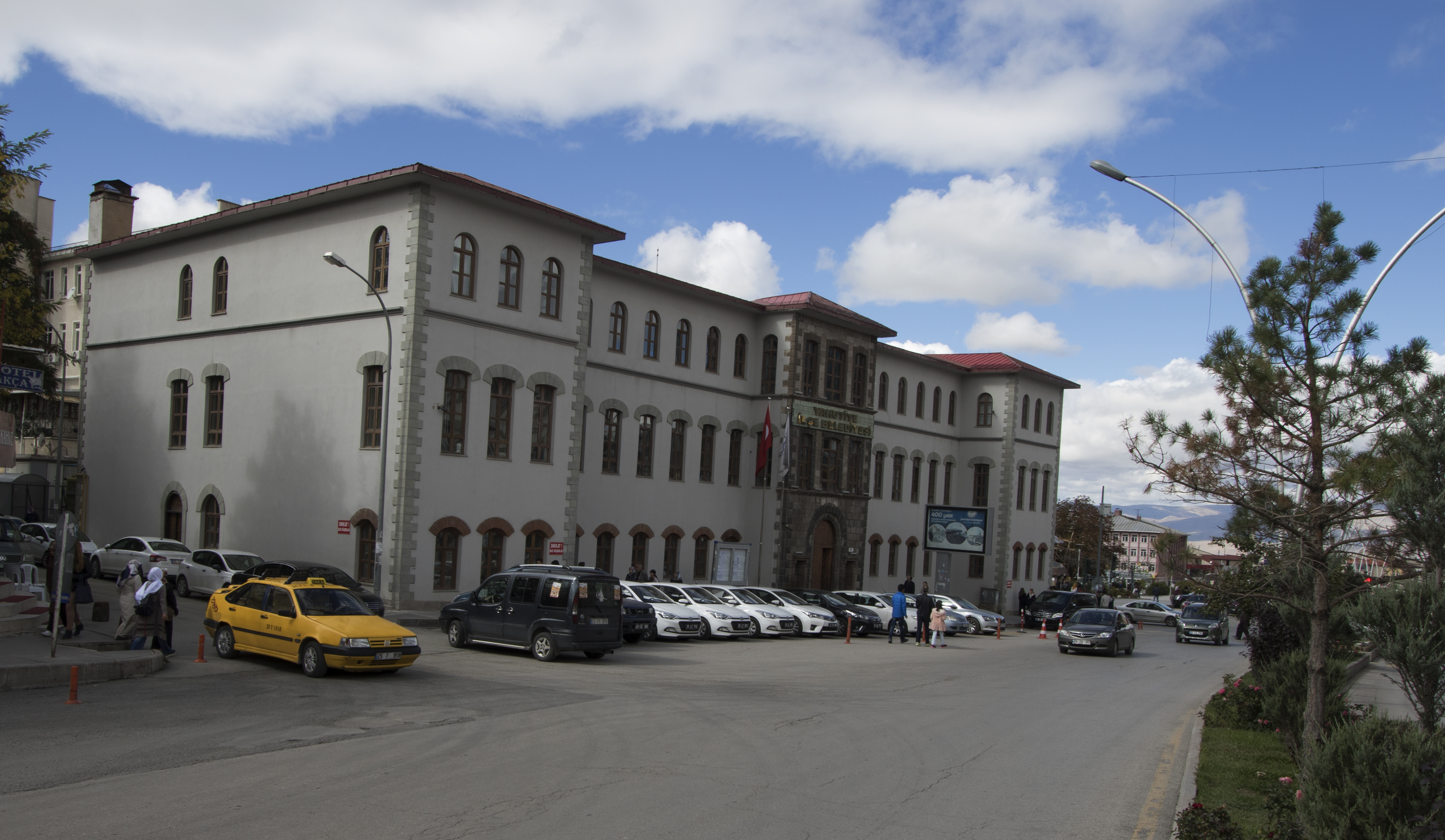
Das Gebäude der Stadt(bezirks)verwaltung Yakutiye